# Попов, Герасим Васильевич
Герасим Васильевич Попов (1910 — 1983) - советский хозяйственный, государственный и политический деятель.

## Биография
Родился в 1910 году в селении Бетинчэ. Член ВКП(б).
С 1928 года - на хозяйственной, общественной и политической работе. В 1928-1965 гг. — счетовод, заведующий отделом, председатель правления районного потребительского общества, заместитель секретаря
райкома партии, 2-й секретарь райкома ВКП(б) Ленского района, председатель республиканского потребительского общества «Холбос», секретарь райкома партии Усть-Алданского района, 3-й секретарь Якутского ОК ВКП(б), заместитель председателя Совета Министров Якутской АССР, министр культуры ЯАССР, председатель обкома профсоюза
работников металлургии.
Избирался депутатом Верховного Совета СССР 2-го созыва.
Умер в 1983 году.